# Миньоне, Мария Жозефина
Мария Жозефина Миньоне (порт. Maria Josephina Mignone, урождённая Мартинес, порт. Martinez; 23 марта 1923, Белем — 18 июля 2024, Сан-Паулу) — бразильская пианистка.
Ученица Оскара Лоренсо Фернандеса, Арнальдо Эстрелы и Магды Тальяферро.
Многолетняя участница фортепианного дуэта с выдающимся бразильским композитором и пианистом Франсиско Миньоне, записала вместе с ним несколько альбомов его музыки, а также альбом произведений Эрнесто Назарета. В 1981 году 83-летний Миньоне женился на своей 58-летней соратнице. После смерти композитора Мария Жозефина Миньоне остаётся главным интерпретатором его фортепианных сочинений. Она, в частности, записала его фортепианный концерт (1998), в 1996 году вместе с пианисткой Мириам Рамос основала Дуэт Франсиско Миньоне, специализирующийся на исполнении его произведений.
Умерла 18 июля 2024 года из-за пневмонии и старости в Сан-Паулу в возрасте 101 года. Миньоне была госпитализирована в больницу Альберта Эйнштейна в южной части столицы Сан-Паулу 29 июня после падения дома, но причиной смерти стало осложнение, после пневмонии.